# Автономний університет Асунсьйона
Автономний університет Асунсьйона (порт. Universidad Autónoma de Asunción, UAA) — університет в Асунсьйоні, Парагвай.
Університет був заснований у 1978 році як «Escuela Superior de Administración de Empresas (ESAE)» і отримав свою нинішню назву в 1991 році. В університеті навчаються понад 5000 студентів. Тут працюють близько 350 професорів і викладачів на 5 факультетах та 21 кафедрі.

## Факультети
- Право, політичні та соціальні науки
- Наука і технології
- Економіка та адміністрація
- Гуманітарні та комунікаційні науки
- Медицина